# 若瑟总修院
40°36′29.40″N 115°03′06.25″E / 40.6081667°N 115.0517361°E
若瑟总修院是天主教宣化教区、易县监牧区、汾阳教区、洪洞教区、临清监牧区五个国籍教区联合设立的大修院，成立于1930年，座落在中国河北省张家口市宣化区牌楼西街，天主教宣化教区主教座堂的东侧，2013年5月以察哈尔民主政府旧址为名登录为第七批全国重点文物保护单位。
若瑟总修院是一处中西合璧的三进四合院，建筑面积2881平方米。
1943年1月，若瑟总修院被解散，院址改为蒙疆自治政府的宣化省公署。1945年9月2日，晋察冀八路军占领宣化，在此设立共产党的第一个省政府（察哈尔省），1年后撤出。1993年被列为河北省文物保护单位。2013年5月登录为第七批全国重点文物保护单位。